# デ・ゼーヴェン・プロヴィンシェン (海防戦艦)
| 竣工当時のデ・ゼーヴェン・プロヴィンシェン | | |
| 艦歴                                       | | |
| 発注                                       | アムステルダム造船所                                                                                            | |
| 起工                                       | 1908年2月7日 | 1908年2月7日 |
| 進水                                       | 1909年3月15日                                                                                                   | 1909年3月15日                                                                                                   |
| 就役                                       | 1910年10月6日                                                                                                   | 1910年10月6日                                                                                                   |
| その後                                     | 1942年2月18日に大破、1942年3月2日自沈。 浮揚後、1943年に再度自沈。                                              | 1942年2月18日に大破、1942年3月2日自沈。 浮揚後、1943年に再度自沈。                                              |
| 前級                                       | ヤコブ・ヴァン・ヘームスケルク                                                                                  | ヤコブ・ヴァン・ヘームスケルク                                                                                  |
| 次級                                       | オランダの戦艦建造計画                                                                                          | オランダの戦艦建造計画                                                                                          |
| 要目                                       | | |
| 排水量                                     | 基準排水量 | 5,644トン |
| 排水量                                     | 満載排水量 | 6,500トン |
| 全長                                       | 101.5m | 101.5m |
| 全幅                                       | 17.1m | 17.1m |
| 吃水                                       | 6.15m | 6.15m |
| 機関                                       | ヤーロー式石炭専焼水管缶8基 +三段膨張式レシプロ機関) 2基2軸推進                                                 | 8,500hp |
| 速力                                       | 16ノット(公試時：16.27ノット)                                                                                   | 16ノット(公試時：16.27ノット)                                                                                   |
| 航続距離                                   | 8ノット/5,100海里 16ノット/2,100海里                                                                            | 8ノット/5,100海里 16ノット/2,100海里                                                                            |
| 燃料                                       | 石炭：700トン～872トン                                                                                          | 石炭：700トン～872トン                                                                                          |
| 乗員                                       | 448～452名 | 448～452名 |
| 兵装                                       | 28.3cm（42.5口径）単装砲                                                                                        | 2基2門 |
| 兵装                                       | 15cm（40口径）単装速射砲                                                                                        | 4基4門 |
| 兵装                                       | 7.5cm（55口径）単装速射砲                                                                                       | 10門 |
| 兵装                                       | 75mm単装迫撃砲                                                                                                  | 1門 |
| 兵装                                       | オチキス 37mm（23口径）機砲                                                                                     | 4門 |
| 装甲                                       | 舷側：150mm（最厚部） 100mm（水線末端部） 甲板：50mm（主甲板) バーベット：250mm（最厚部） 司令塔：250mm(側面部) | 舷側：150mm（最厚部） 100mm（水線末端部） 甲板：50mm（主甲板) バーベット：250mm（最厚部） 司令塔：250mm(側面部) |

デ・ゼーヴェン・プロヴィンシェン (Hr.Ms. De Zeven Provinciën) は、オランダ海軍の海防戦艦（Pantserschip）である。艦名はオランダ本国の美称に由来する。

## 概要
本艦は、オランダ海軍が植民地防護のために建造した海防戦艦である。蘭印に派遣されていたが、旧式化により砲術練習艦として用いられ、スラバヤ（Soerabaja）と改名された。太平洋戦争勃発後の1942年（昭和17年）2月、日本軍が蘭印作戦を発動してジャワ島に迫ったため、本艦はスラバヤ軍港で自沈した。

## 艦形

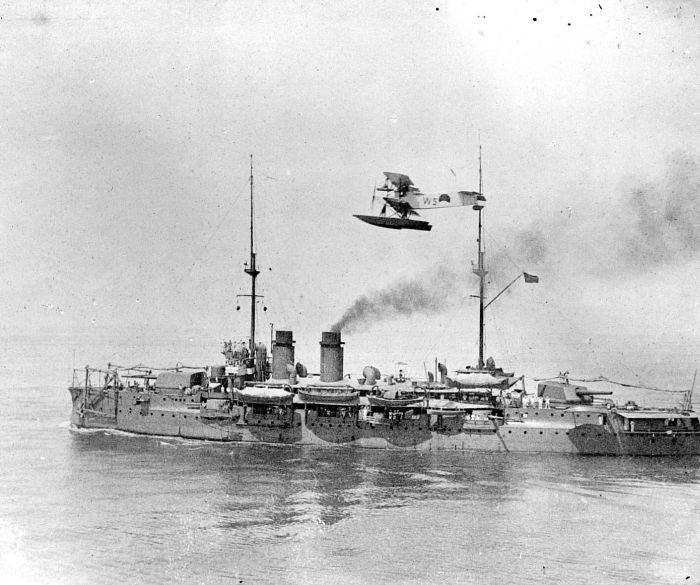
洋上を航行するデ・ゼーヴェン・プロヴィンシェン

本艦の船体形状は当時の主流である平甲板型船体で、水線下に衝角をもつ艦首から甲板上に「クルップ 28cm（42.5口径）ライフル砲」を箱型の単装砲塔に収めて1基を配置し、その背後から上部構造物が始まり、司令塔を基部に組み込み、両脇に船橋（ブリッジ）をも艦橋を基部として単脚式の前部マストが立つ。
船体中央部に2本煙突と煙管型の通風筒が立ち並び、その周囲には艦載艇置き場となっており、2本1組のボート・ダビッドが片舷3組ずつ計6組により運用された。後部マストと後部見張り所が立ったところで上部構造物は終了し、一段下がった後部甲板上に28cm単装砲塔が後ろ向きに1基配置された。前後のマストの側面には15.2cm速射砲が単装砲塔に収められ、片舷3基ずつ計6基が配置された。この武装配置により艦首方向に最大で28.3cm砲1門・15.2cm砲2門・7.5cm速射砲2門が指向でき、舷側方向に最大で28.3cm砲2門・15.2cm砲2門・7.5cm速射砲5門が指向できた。

### 就役後の武装転換
就役後の1935年から1936年にかけてボイラーを重油専焼缶に更新した際にボイラー数が減少したため煙突は2本から1本に減少した。武装面においては艦首側の15cm速射砲2基、舷側の7.5cm速射砲8基、3.7cm機砲2基が撤去され、替りに、ボフォーズ 4cm（56口径）機関砲が単装砲架で2基、ブローニング 12.7mm（90口径）機銃が連装砲架で3基が搭載された。その後1941年に15cm速射砲2基が撤去され、ボフォーズ 4cm単装機関砲が4基追加された。

## 機関
本艦の機関はヤーロー式石炭専焼水管缶8基と三段膨張式四気筒レシプロ機関2基2軸を組み合わせ、公試において最高出力8,516馬力で速力16.27ノットを発揮し、通常速力16ノットとされた。燃料消費量から石炭872トンを満載した状態で8ノットで5,100海里を航行できるとされた。
1936年に燃料を重油に更新した際にボイラー5基を撤去して3基となった。最大出力は7,500馬力に向上したが速力は16ノットで変わらなかった。燃料は重油1,100トンが搭載できた。

## 艦歴
アムステルダム工廠で建造。1908年2月7日起工。1909年3月15日進水。1910年10月6日竣工。建造費は約561万グルデンであった。
11月21日にデン・ヘルダーより出航して喜望峰経由でタンジュン・プリオクへ向かい、1911年2月25日に到着した。1912年1月23日、スマトラ島近海で座礁している。1918年には大日本帝国の長崎港や横浜港に寄港し、ハワイ諸島、サンフランシスコ、パナマ運河を経由して大西洋にむかう。1919年、オランダ本国に戻った。
1921年11月に再び東インドへ向かった。1931年にはオランダ本国に戻っている。

### 反乱
大恐慌による予算削減で給与引き下げとなると、1933年2月4日にスマトラのオレレ泊地にあった「デ・ゼーヴェン・プロヴィンシェン」で反乱が発生した。当時、艦長やオランダ人将校は晩餐会に招かれて上陸しており、在艦中の約180名ほどが反乱を起こしたという。
反乱者は「デ・ゼーヴェン・プロヴィンシェン」を乗っ取って逃走を開始したが、2月10日に軽巡洋艦「ジャワ (Hr. Ms. Java) 」や潜水艦と遭遇する。降伏勧告を無視したので、ドルニエ水上機による爆撃が実施された。投下された50キロ爆弾が艦橋に命中する。それによって反乱の首謀者達が死亡した。爆撃による死者数は19名とも、22名とも、23名とも。14日に反乱者は降伏。164名が懲役刑となった。

### その後
1933年7月1日に練習艦となる。1935年から砲術練習艦への改装が行われ、「スラバヤ (Soerabaja)」と改名されて1937年3月に再就役した。
1941年12月17日、ティモール島の保障占領に参加。
第二次世界大戦勃発後の1942年（昭和17年）2月、日本軍は蘭印作戦を発動してオランダ領東インドに攻め込んだ。2月18日、スラバヤは日本軍の空襲により大破した。ABDA艦隊はスラバヤ沖海戦とバタビア沖海戦で日本海軍に敗北し、日本軍はジャワ島へ上陸した。3月2日、スラバヤは港湾閉塞のため自沈処理された。自沈したといっても水深が浅かったため、本艦の威容は軍港で異彩を放っていたという。その後、日本軍によって浮揚され、使用可能であった兵装の回収後、再度自沈している。

### 注
1. ↑  デ・ゼーヴェン・プロヴィンシェンは「七州連合」を意味し、オランダ国に対する美称。日本の類例でいえば戦艦八島の艦名は、同様の美称から採用されている。[2]。
2. 1 2  ◎和蘭巡洋艦ゼ號入港「昨早朝横濱港より　過去十ヶ年間蘭領東印度方面警備の任に服し居りし和蘭巡洋艦ゼヴヱン、プロビンシエン號は本國へ歸還の途次長崎及び横濱を經て早朝當地に入港し石炭七百五十噸を搭載せるが明後木曜日桑港に向け出帆すべく桑港より巴奈馬運河を經て太西洋に出づる筈なり同號は一九〇九年和蘭に於て建造せられたる六千五百三十噸の巡洋艦にして主砲は十一吋砲二門を有せり」[3]
3. ↑  和蘭艦長の訪問「別項記載の如く昨朝横濱より入港せし和蘭巡洋艦ゼヴェン、プロビンシヱン號艦長エル、ヴァン、ダーソル大佐は當市和蘭領理事の案内にて昨朝政廰にマツカーシー知事を訪問し敬意を表する所ありたり」[7]
4. 1 2  「乗組員　（一）反抗者　土人一五〇人　内五〇上級兵　蘭人三二人　内将校十六名、准士官九名、下士官兵三名、死者二二人（即死一二、負傷後死亡一〇）但シ土兵ハ「バタビア」沖onrust島ニ収容セラル／（二）上陸中ノ者　土人六七人　蘭人二九人　内将校十三人　右報告ス」[10]
5. ↑  和蘭軍艦「デベンプロビンシエン號は既報の如くスマトラオレール港碇泊中乗組員、が暴動を起し艦長を追ひ出し、軍艦を占領印度洋へ逃げだした。艦長は汽船を雇つて、後から（オーイ待ていヤーイ）」[11]
6. ↑  二月十日後着　内田外務大臣宛　在「メダン」内藤領事發電報「Z、P號ニ付テハ乗組員ニ何等共產黨的意思アルニ非スシテ單ニ減棒ニ反對シ「スーラバヤ」ニ於ケル同僚ノ逮捕ニ抗議センカ爲艦ニ残留セル乗組員全部カ共同シテ艦長上陸中軍艦ヲ持逃ケシメタルモノニシテ同號カ十日午前「ベンクーレン」沖ヲ南航中巡洋艦「ジャバ」號及二潜水艦ニ出遭ヒ飛行機上ヨリ五〇瓩ノ爆彈投下セラレ死者十二傷者二十五人ヲ出シタルノ結果九時十五分直ニ降参セリ」[12]